# Guillena
Guillena – gmina w Hiszpanii, w prowincji Sewilla, w Andaluzji, o powierzchni 226,63 km². W 2011 roku gmina liczyła 12 139 mieszkańców.